# Wiveliscombe
Wiveliscombe – miasto w Anglii, w hrabstwie Somerset, w dystrykcie (unitary authority) Somerset. Leży 69 km na południowy zachód od centrum Bristol i 228 km na zachód od Londynu. W 2002 miasto liczyło 2670 mieszkańców.